# Olszowa (województwo wielkopolskie)
Olszowa – wieś w Polsce położona w województwie wielkopolskim, w powiecie kępińskim, w gminie Kępno.
W latach 1975–1998 miejscowość położona była w województwie kaliskim.
Wieś leży ok. 4 km na wschód od Kępna i ok. 40 km na południe od Ostrowa Wlkp. W Olszowie istnieją: Szkoła Podstawowa, Ochotnicza Straż Pożarna, KGW i LZS.

## Zabytki
- kościół drewniany z 1749 roku
  - malowany tryptyk z 1595 roku
  - dzwon z 1693 roku
- dwór z XIX wieku